# Marin Constantin

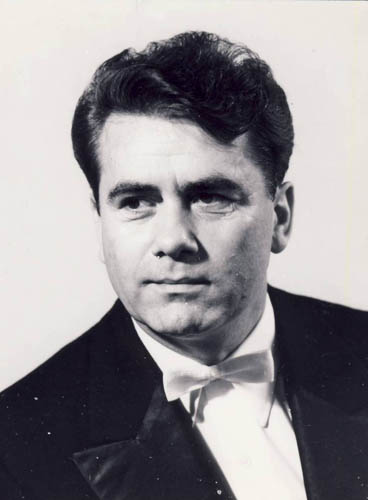
Marin Constantin

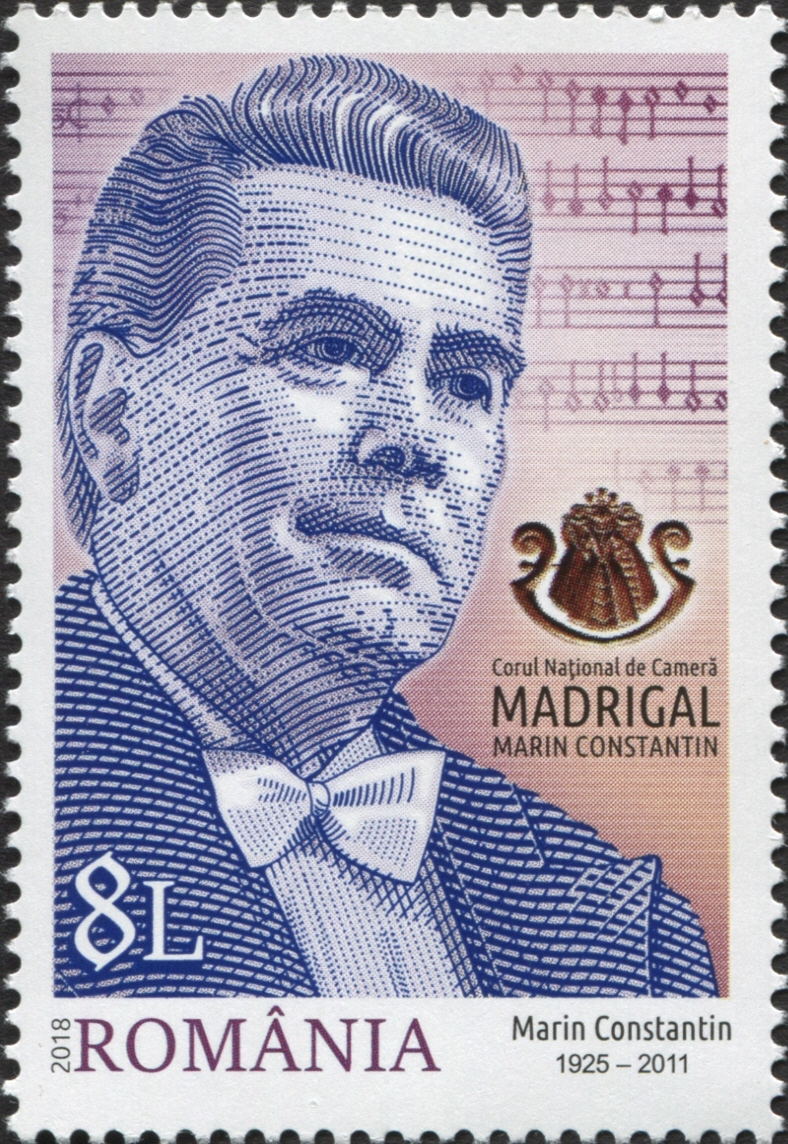
Marin Constantin (Briefmarke)

Marin Constantin (* 27. Februar 1925 in Urleta, Kreis Prahova; † 1. Januar 2011 in Bukarest) war ein rumänischer Komponist und Dirigent.

## Leben
Marin Constantin absolvierte 1949 die Musikhochschule in Bukarest. Parallel studierte er Pädagogik und Psychologie an der Fakultät für Philosophie der Universität Bukarest. Zwischen 1966 und 1969 war Constantin der Generaldirektor der Opera Națională București.
Er war der Gründer des Madrigal-Chors.
Sein Sohn ist der Dirigent Ion Marin.